# Lawe Rakat
Lawe Rakat is een bestuurslaag in het regentschap Aceh Tenggara van de provincie Atjeh, Indonesië. Lawe Rakat telt 552 inwoners (volkstelling 2010).